# Anne Fromm
Anne Fromm (* 1986 in Erfurt) ist eine deutsche Journalistin. Sie arbeitet als Redakteurin für die Tageszeitung (taz). Außerdem ist sie gewähltes Mitglied im Vorstand der taz Verlagsgenossenschaft.

## Leben
Anne Fromm begann mit der journalistischen Arbeit im Lokalteil der Thüringer Allgemeinen. Anschließend studierte sie Soziologie und Politikwissenschaft in Leipzig, Berlin und Schweden und absolvierte die Ausbildung zur Redakteurin an der Deutschen Journalistenschule in München. Während ihrer Ausbildung arbeitete Fromm unter anderem bei Zeit Online und beim Bayerischen Rundfunk, absolvierte Stationen bei der Sud Ouest in Bordeaux und bei der Süddeutschen Zeitung.
Seit 2014 arbeitet Fromm bei der taz, zunächst als Medienredakteurin im Ressort Gesellschaft/taz2. Dort schrieb sie unter anderem die Kolumne „Unter Druck“.
Neben ihrer Arbeit bei der taz arbeitet Fromm als Hörfunk-Journalistin und veröffentlicht Radio-Features beim Zündfunk im Bayerischen Rundfunk.
Seit 2019 ist Fromm Leiterin der Podcasts der taz. Im folgenden Jahr wurde sie von den Mitarbeitern der Zeitung in den Vorstand der taz Verlagsgenossenschaft gewählt.
2021 wechselte Fromm ins Investigativressort der Zeitung, das sie seit August 2023 leitet.
Fromm ist außerdem als Moderatorin tätig und ist Mitglied der Jury des Grimme-Preises.

## Auszeichnungen
- Erster Preis des Bayerischen Journalistenverbands, Wettbewerb zum Tag der Pressefreiheit (2021), zusammen mit Sarah Ullrich, für ihren Artikel „Unter Druck“ über Hass gegen Journalisten[18]